# System pitagorejski
System pitagorejski, system kwintowy – jeden z teoretycznych systemów dźwiękowych opracowany w VI wieku p.n.e. przez Pitagorasa; pierwszy chronologicznie system ustalający związki liczbowe między dźwiękami.
Eksperymentując na monochordzie Pitagoras zdefiniował trzy interwały, które uznawał za konsonanse doskonałe: oktawę, uzyskaną przez skrócenie struny o połowę, kwintę – o {\displaystyle {\tfrac {1}{3}}}, oraz kwartę – o {\displaystyle {\tfrac {1}{4}}}. Kolejne stopnie skali, dzielące ją na mniejsze interwały uzyskuje się składając kwinty, kwarty i oktawy, poprzez wymnażanie ich współczynników liczbowych. Pełna teoria systemu kwintowego opracowana została nie przez Pitagorasa, a przez innych badaczy, którzy z biegiem czasu i na podstawie pierwotnych założeń konstruowali związki liczbowe pozwalające zapisać każdy znany interwał za pomocą ułamka właściwego. Tak opracowana metoda podzieliła oktawę na 35 stopni, które porządkowano w 12 grupach. Okrąg kwintowy w systemie pitagorejskim nie domyka się, ponieważ interwały enharmoniczne mają nieznacznie różny, nazwany komatem pitagorejskim rozmiar, którego wartość wynosi około ćwierć półtonu.
Wadę systemu pitagorejskiego zniwelował w I wieku p.n.e. Didymos z Aleksandrii, dodając kolejny w szeregu interwał podstawowy – tercję wielką – powstały przez skrócenie struny o {\displaystyle {\tfrac {1}{5}}} długości. System taki, nazwany tercjowym lub didymejskim, rozwijał w XIV teoretyk muzyki Walter Odington. Interwały enharmoniczne były w nim nadal nierówne, ale różnica wynosiła już tylko piątą, a nie czwartą część półtonu (komat syntoniczny).